# 拝所
拝所（はいしょ/はいじょ）とは、日本語一般・日本全般においては、聖域を前にして拝むための場所をいう。
拝所（うがんじゅ、うがん）とは、琉球諸島および奄美群島において、神を祀って拝む場所をいう。

## 拝所（はいしょ）
日本語一般・日本全般にいうところの、拝所（はいしょ/はいじょ）とは、聖域を前にして拝むための場所をいう。
天皇陵・皇后陵とそれに治定される陵墓（古墳を含む）には拝所が設けられていることが多い。神社の場合は、拝殿が同様の役割を果たすより大掛かりな施設であるため、拝殿があって拝所が無いことも多いが、諏訪大社のように両方あることも、都久夫須麻神社の八大竜王拝所（琵琶湖に住まう八大竜王を拝する所） のように拝所しか無いこともある。
また、拝する対象から遠く離れた地点に設けられた拝所は、遥拝（遥かに隔たった所から拝むこと）する所、すなわち、遥拝所（ようはいじょ）という。
明治以降の天皇陵・皇后陵の場合、一般人のための一般拝所、特別に許可された人のための特別拝所、天皇専用あるいは天皇・皇后用の御拝所（ごはいじょ）がある。

## 拝所（うがんじゅ）
拝所（うがんじゅ、うがん）とは、琉球諸島および奄美群島において、神を祀って拝む場所をいう。
多くは神が依りついたとされる聖域で、御嶽（うたき）に比べて規模は小さく携わる人の数も少ない。 来訪神の辿り着いた岬などをも指す。

### 名称
「ウガンジュ」の漢字表記は、通常は「拝所」であるが、「御願所」という表記も見られる。沖縄本島北部の「ウガミ」や奄美群島の「ウガミヤマ（拝み山）」などが、転訛する以前の語と考えられている。八重山列島には、「オガミ（拝み）」から音変化したと見られる、石垣島・竹富島・西表島の「オン」、黒島・小浜島・新城島の「ワン」、波照間島の「ワー」がある。「ウタキ（御嶽）」は公用語である。民間では普通、「ウガン」「ムイ（森）」「ヤマ」が用いられる。

### 特徴
拝む場所で種々の場合がある。一般的には、森などにあり、高い樹木の下の場合や石（サンゴなどの）が置かれている場合も、コンクリートで構造物を作っている場合もある。神聖な場所である。神社も「拝所」の範疇にある。その外共同で拝む場所として、色々な施設、小学校や中学校、高校にも拝所がある場合があるが、文部科学省ではそれらを宗教施設とは考えていない。宮古島では、個々人に対応する神様、すなわち各個人の守護神の場合があり、この神を「マウガン」といい、拝所も一人一人異なる。